# Volkhard
Volkhard ist ein deutscher männlicher Vorname althochdeutschen Ursprungs, gebildet aus den Elementen folc = ‚Volk‘ und harti = ‚hart; stark‘.

## Namensträger
- Volkhard Franz (* 1954), deutscher Bauingenieur und -manager
- Volkhard Huth (* 1959), deutscher Historiker
- Volkhard Jany (1944–2022), deutscher Fußballspieler in der DDR
- Volkhard Klinger (* 1965), deutscher Informatiker
- Volkhard Knigge (* 1954), deutscher Historiker und Geschichtsdidaktiker
- Volkhard Krech (* 1962), deutscher Religionswissenschaftler
- Volkhard Mindemann (1705–1781), Jurist, Bremer Ratsherr und Bürgermeister (1749–1781)
- Volkhard Precht (1930–2006), deutscher Kunstglasbläser, Glasgestalter und Glaskünstler
- Volkhard Rührig (1953–1990), deutscher Schachspieler
- Volkhard Spitzer (* 1943), deutscher Pastor
- Volkhard Uhlig (* 1941), deutscher Basketballspieler und -funktionär
- Volkhard Wels (* 1964), deutscher Literaturwissenschaftler
- Volkhard Windfuhr (1937–2020), deutscher Journalist und Arabist